# Michael Hughes (morderca)
Michael Hughes (ur. 1957 w Los Angeles) – amerykański seryjny morderca i gwałciciel. W latach 1986–1993 zamordował w Los Angeles 7 kobiet. W czerwcu 2012 roku za popełnione zbrodnie został skazany na karę śmierci.

## Życiorys
W przeszłości był zawodowym żołnierzem. W latach 80. pracował jako ochroniarz sklepowy, Dokonał 7 morderstw oraz gwałtów. Jego ofiarami były czarnoskóre narkomanki, które poznawał na ulicy. Zwłoki ofiar porzucał w różnych miejscach np. w parkach oraz bramach budynków. 
W latach 80. XX wieku policja w Los Angeles odnotowała wzrost liczby morderstw popełnionych na kobietach. Podejrzewano, że sprawcą wszystkich morderstw jest ta sama osoba. Do ich wyjaśnienia powołana została specjalna policyjna komórka. Działania policji przyniosły sukces – pod koniec 1993 roku został aresztowany Michael Hughes, któremu udowodniono siedem morderstw. W 2007 roku w związku z tym samym śledztwem, aresztowany został mechanik samochodowy Lonnie David Franklin, któremu udowodniono 10 morderstw i gwałtów; pozostali mordercy związani z przestępstwami z lat 80. popełnili po jednym morderstwie.
Po aresztowaniu, Hughes został w pierwszym procesie oskarżony o morderstwo czterech kobiet i skazany na dożywocie. W 2008 roku, gdy śledczy wznowili dochodzenia poświęcone nierozwikłanym sprawom, powiązali Hughesa z czterema kolejnymi morderstwami. Za trzy z nich, Hughes został skazany w 2012 roku na karę śmierci. Uniewinniono go z zarzutów morderstwa Deanny Wilson. 
Wyrok odsiaduje w celi śmierci Więzienia Stanowego San Quentin.

## Lista ofiar
| Lp. | Ofiara             | Wiek | Data                |
| --- | ------------------ | ---- | ------------------- |
| 1.  | Yvonne Coleman     | 15   | 22 stycznia 1986    |
| 2.  | Verna Williams     | 36   | 26 maja 1986        |
| 3.  | Deborah Jackson    | 30   | 1 grudnia 1987      |
| 4.  | Theresa Ballard    | 26   | 23 września 1992    |
| 5.  | Brenda Bradley     | 38   | 5 października 1992 |
| 6.  | Terri Myles        | 33   | 8 listopada 1993    |
| 7.  | Jamille Harrington | 29   | 14 listopada 1993   |